# CloudBook
CloudBook — субноутбук, разработанный компанией Everex. Построен на основе процессора VIA, совместимого по командам с x86, и чипсета VIA. От конкурирующих устройств отличается наличием жёсткого диска (вместо флэш-накопителя). Выпущен 15 февраля 2008 г., первоначально продаётся в американских магазинах Walmart и ZaReason по цене 399 долл. США, в цену входит годовая гарантия и круглосуточная техническая поддержка.

## Устройства ввода
Тачпад сделан очень необычным образом — он миниатюрный по размерам (размером с марку) и расположен в правой верхней части над клавиатурой, а не внизу, как обычно. Кнопки тачпада (левая и правая) расположены напротив, в левой части над клавиатурой, что вынуждает пользователя применять обе руки для управления тачпадом.

## Программное обеспечение
Компьютер поставляется с операционной системой gOS, основанной на GNU/Linux (точнее, на Ubuntu) и свободными прикладными программами компаний Mozilla, Skype, Facebook, faqly, Openoffice.org, Google. В составе gOS первоначально применялся оконный менеджер Enlightenment, который перед выпуском заменили на GNOME.